# Geoica mimeuri
Geoica mimeuri är en insektsart. Geoica mimeuri ingår i släktet Geoica och familjen långrörsbladlöss. Inga underarter finns listade i Catalogue of Life.